# Plage de Pointe Marin
La plage de la Pointe du Marin est une plage située sur la commune de Sainte-Anne en Martinique.